# IXE-13 (film)
Pour les articles homonymes, voir IXE et IXE-13.
 (octobre 2021).
Si vous disposez d'ouvrages ou d'articles de référence ou si vous connaissez des sites web de qualité traitant du thème abordé ici, merci de compléter l'article en donnant les références utiles à sa vérifiabilité et en les liant à la section « Notes et références ».
Pour plus de détails, voir Fiche technique et Distribution.
IXE-13 est une comédie musicale québécoise écrite et réalisée en 1971 par Jacques Godbout, sur une musique de François Dompierre. Elle met en vedette les quatre membres du collectif humoristique Les Cyniques, soit Marc Laurendeau, Serge Grenier, Marcel Saint-Germain et André Dubois, ce dernier dans le rôle-titre de IXE-13, « l'as des espions canadiens ».
Ce film fait aussi appel à de réels comédiens et comédiennes, telle Louise Forestier, Carole Laure et Louisette Dussault.
Volontairement tourné avec des décors en carton, IXE-13 est une comédie absurde qui s'inspire de la série québécoise des Aventures étranges de l'agent IXE-13, 934 romans-feuilletons hebdomadaires créés par Pierre Daignault (dont le nom de plume était Pierre Saurel) et illustrés par André L'Archevêque.

## Fiche technique
- Réalisation et scénario : Jacques Godbout
- Musique : François Dompierre
- Montage : Werner Nold
- Producteur : Pierre Gauvreau
- Langue : français
- Cinématographie : Thomas Vamos
- Son : Michel Descombes et Claude Hazanavicius
- Directeur artistique et création des décors : Claude Lafortune
- Costumes : Jeannine Caron
- Budget: 300 000 $[1]

## Distribution
- Louise Forestier : Taya, Gisèle Dubœuf, Lydia Johnson
- André Dubois : IXE-13 alias Jean Thibault
- Serge Grenier : Prêtre, MC Larry Delisle, propriétaire du magasin d'articles de sport, Herr Burritz, Wen-Li, policier
- Marc Laurendeau : Von Tracht, Longtin, journaliste du Chien, le colonel
- Marcel Saint-Germain : Marius Lamouche, policier
- Louisette Dussault : Chauffeuse de taxi
- Carole Laure : Shaïra
- Luce Guilbeault : Palma
- Diane Arcand : Ginette
- Suzanne Kay : Secrétaire
- Sky Low Low : Lutteur
- Little Brutus : Lutteur
- Jean-Guy Moreau : Jean-Guy Major, Voix du narrateur